# José María de Borbón y de la Torre
José María de Borbón y de la Torre (Madrid, 16 de diciembre de 1883 - Madrid, 28 de octubre de 1962) fue un militar y aristócrata español que alcanzó el grado de Teniente Coronel. Tuvo una brillante carrera militar, ascendiendo en varias ocasiones por méritos de guerra. Tomó parte en la guerra del Rif y recibió la cruz del Mérito Militar y la de San Hermenegildo.

## Vida
Fue hijo de Francisco de Paula de Borbón y Castellví, general de División, diputado a Cortes entre 1914 y 1916 y poseedor de la condecoración del Toisón de Oro que le concedió su primo segundo Alfonso XIII, y de María Luisa de la Torre y Bassave.
Su hermano mayor Francisco de Borbón y de la Torre (1882 - 1952), Duque de Sevilla, fue un aristócrata y militar que participó en la Guerra Civil Española y estuvo implicado en la rebelión militar conocida como La Sanjurjada que tuvo lugar en la madrugada del 10 de agosto de 1932.

### Matrimonio e hijos
El 21 de julio de 1909 contrajo matrimonio con María Luisa Rich y Carbajo (Madrid, 22 de febrero de 1890 - Madrid, 5 de febrero de 1926) de quien enviudó el 6 de febrero de 1926 en trágicas circunstancias, su esposa era hija de Narciso Rich Martínez, teniente coronel de infantería que participó en diferentes acciones de la guerra de Cuba.
Dos de sus hijos, José Luis de Borbón y Rich y Alberto José de Borbón y Rich fueron oficiales del ejército español.